# Dorfkirche Hetzdorf

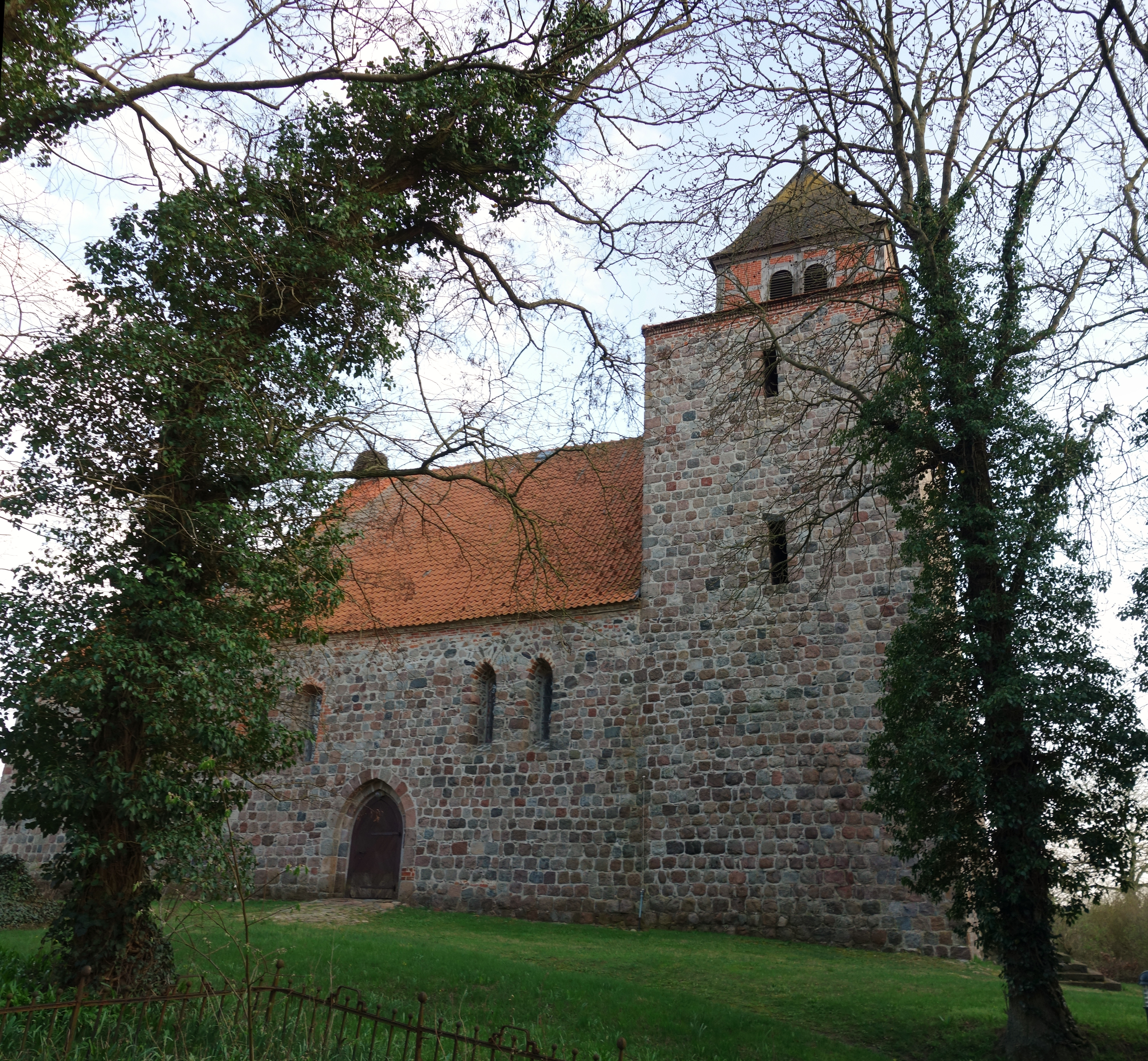
Dorfkirche Hetzdorf

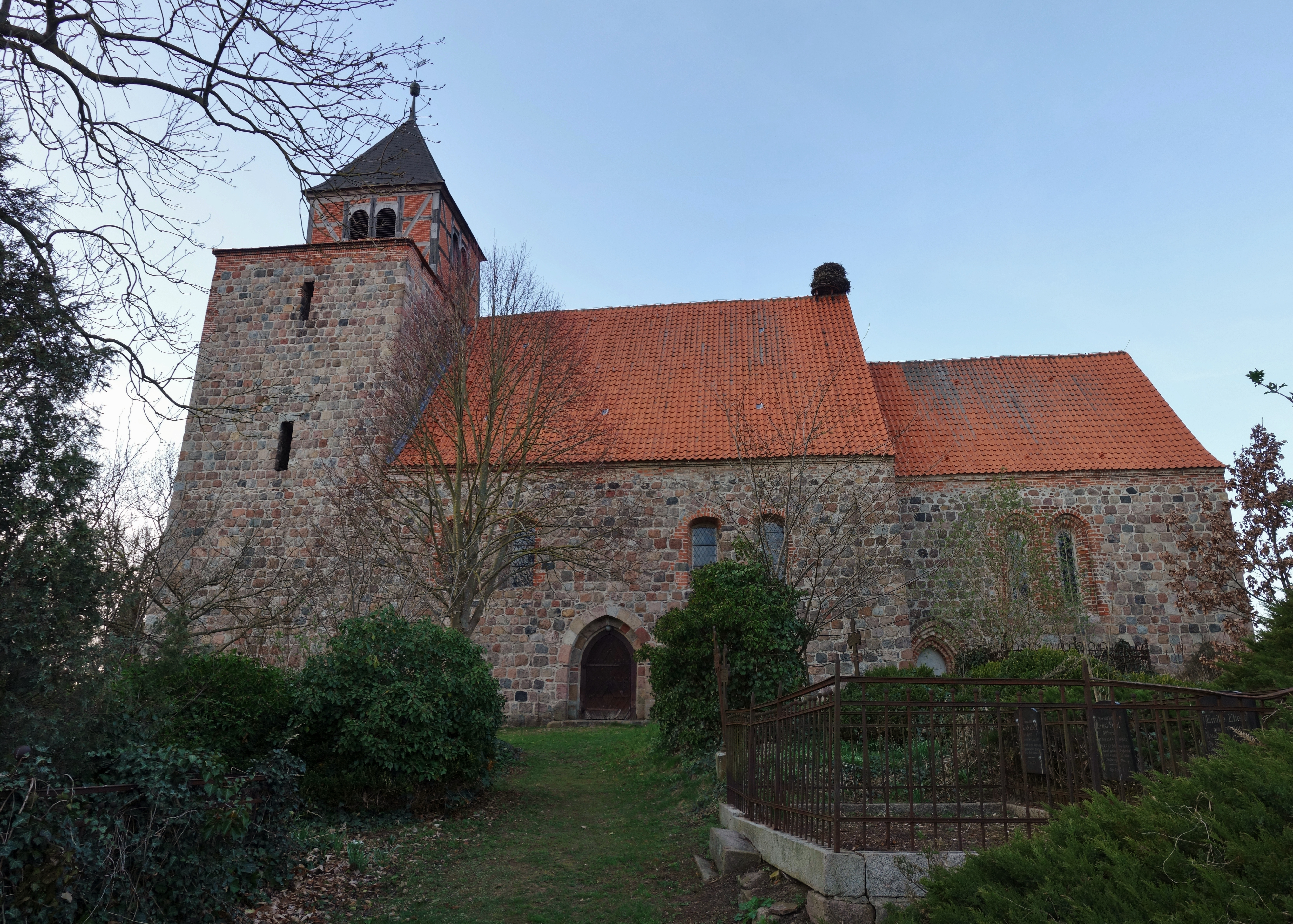
Ansicht von Süden

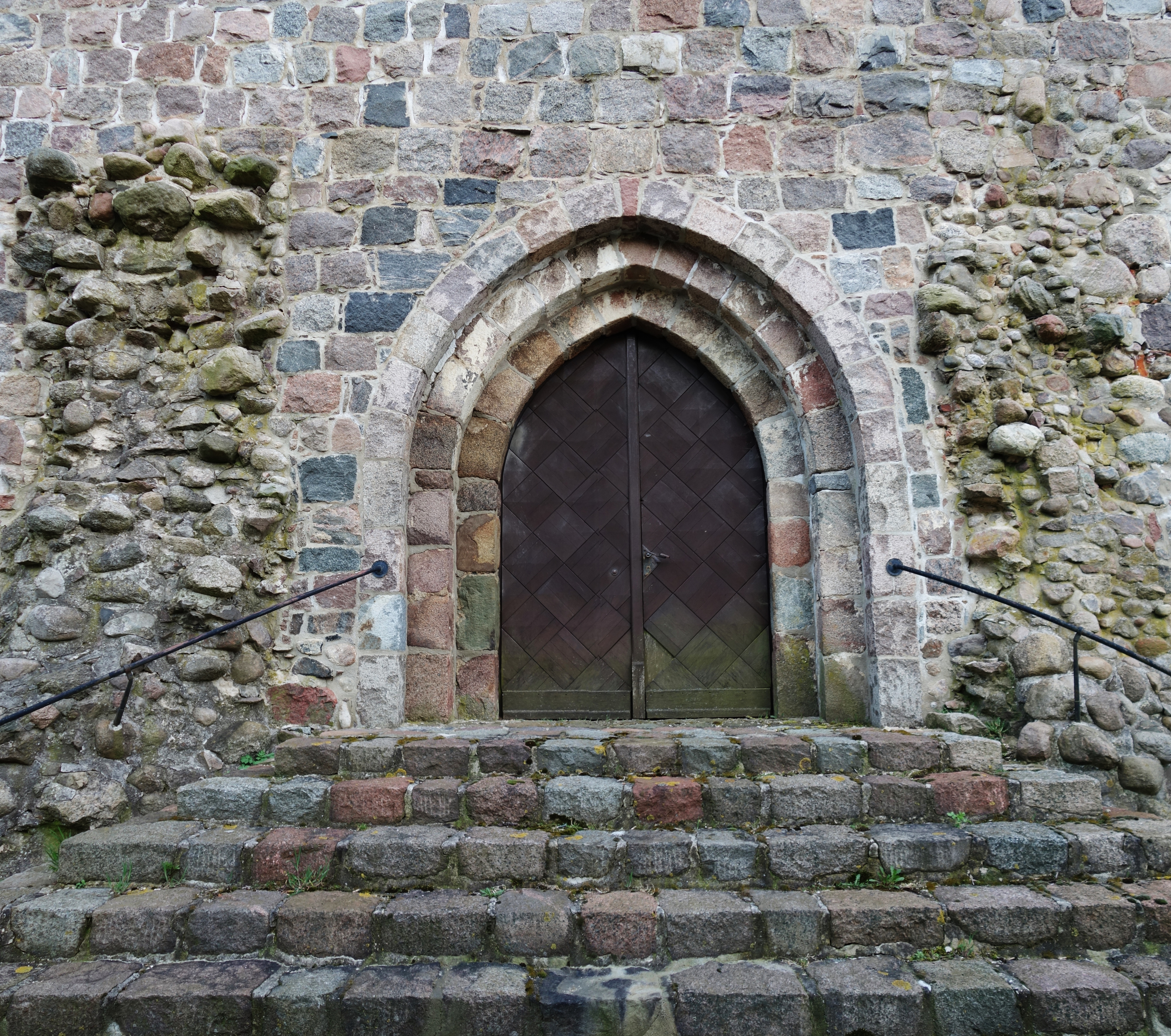
Westportal

Die evangelische Dorfkirche Hetzdorf ist eine frühgotische Feldsteinkirche im Ortsteil Hetzdorf der Gemeinde Uckerland im Landkreis Uckermark in Brandenburg. Sie gehört zur Kirchengemeinde Hetzdorf in der Propstei Pasewalk im Pommerschen Evangelischen Kirchenkreis der Evangelisch-Lutherischen Kirche in Norddeutschland (Nordkirche).

## Geschichte und Architektur
Die Dorfkirche Hetzdorf ist ein sorgfältig ausgeführter Feldsteinbau aus der zweiten Hälfte des 13. Jahrhunderts, der auf Wölbung angelegt, heute jedoch mit Balkendecken in Chor und Schiff geschlossen ist. Er besteht aus einem eingezogenen Rechteckchor, dem Kirchenschiff und einem hohen querrechteckigen Westturm, der 1779 durch einen quadratischen Fachwerkaufsatz mit Zeltdach abgeschlossen wurde. In den Jahren 1989–1992 wurde eine Restaurierung vorgenommen. 
Im Chor sind gekuppelte Lanzettfenster mit Backsteingewände in Dreiergruppen angeordnet; im Osten findet sich eine spitzbogige Blende aus Backstein mit drei gestaffelten Lanzetten ähnlich der Dorfkirche Falkenhagen (Mark). Die paarweise angeordneten Schiffsfenster mit Feldsteinleibungen wurden später mit Stichbögen versehen. Am Chor findet sich im Süden ein zweifach gestuftes Backsteinportal mit eingelegten Rundstäben. In der Nord- und Südwand sind spitzbogige Portale aus Feldstein angeordnet, ein weiteres Portal im Westen zeigt eine doppelt gestufte Leibung. Seitlich sind Mauerreste von nachträglich angebrachten Strebepfeilern erhalten.
Im Innern ist die einst vorhandene Wölbung an den Schildbögen der Schiffswände, der paarigen Anordnung der Schiffsfenster und der durch Grabung nachgewiesenen Mittelstütze zu erkennen. Der ursprünglich tonnengewölbte Turm war einst mit drei gestaffelten Spitzbögen zum Schiff geöffnet, die später bis auf den südlichen vermauert wurden. Eine ähnliche Anordnung findet sich in den Kirchen zu Göritz, Lindenhagen, Schmölln und Schönfeld.
Die Kirchengemeinde, die lange zur Kirchenprovinz Mark Brandenburg (Kirchenkreis Strasburg) gehört hatte, wurde erst 1974 von der Evangelischen Kirche in Berlin-Brandenburg an die Pommersche Evangelische Kirche abgegeben.

## Ausstattung
Das Hauptstück der Ausstattung ist ein künstlerisch wertvoller Altaraufsatz von 1620 mit reicher Beschlagwerkornamentik. Er besteht aus einem hohen dreigeschossigen Aufbau, der im Hauptgeschoss durch korinthische Säulen mit durchbrochener Beschlagwerkornamentik gegliedert ist. In der Hauptachse sind in szenischen Reliefs Abendmahl, Kreuzigung, Auferstehung und Himmelfahrt mit teils freiplastischen Figurengruppen dargestellt. In den seitlichen, muschelförmigen Nischen sind Reliefs von der Segnung und Austeilung des Abendmahls sowie Skulpturen von Allegorien, den Evangelisten und Engeln zu finden.
Etwa zur gleichen Zeit entstand die hölzerne Kanzel mit Säulengliederung und Reliefs der Evangelisten. Am Kanzelfuß wurde eine spätgotische Madonnenskulptur vom Ende des 15. Jahrhunderts wiederverwendet. Der schmiedeeiserne Kanzelleuchter wurde im 18. Jahrhundert geschaffen. Eine neugotische Taufe aus Gusseisen stammt aus dem 19. Jahrhundert. Zwei Messingkronleuchter wurden um 1900 und 1910 geschaffen.
Die Orgel von August Ferdinand Dinse aus dem Jahr 1869 steht auf einer Westempore aus dem 18. Jahrhundert, stammt aus der Heilig-Kreuz-Kirche in Berlin und wurde 1889 in der Hetzdorfer Kirche aufgestellt. Der neugotische Orgelprospekt stammt von 1898. Nach einer Restaurierung durch Rainer Wolter im Jahr 1994 hat die Orgel heute elf Register auf zwei Manualen und Pedal. Eine Glocke wurde 1847 von Carl Friedrich Voß aus Stettin gegossen.